# Ärvärde

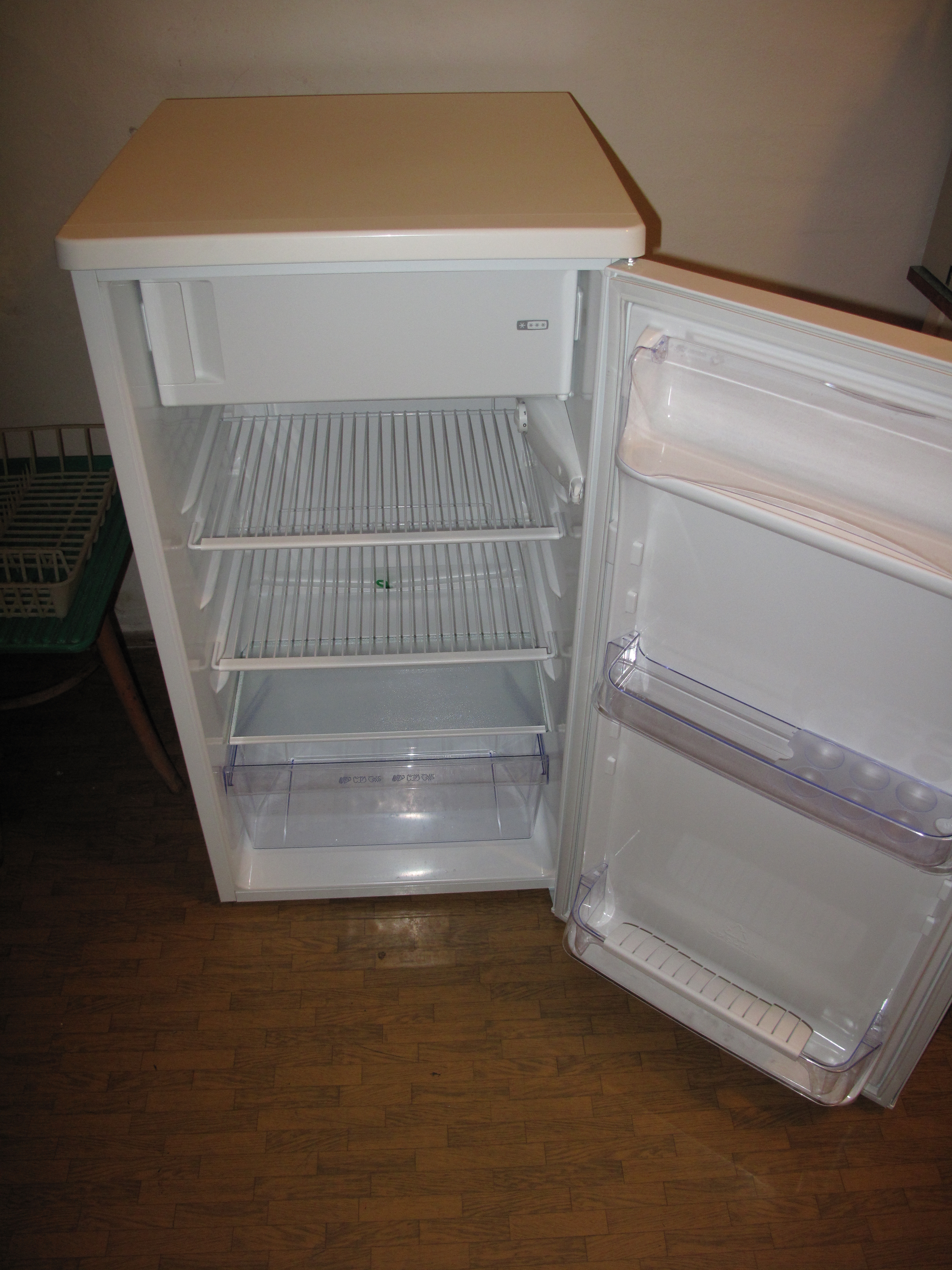
Om ett kylskåp står öppet kommer dess temperaturs ärvärde att öka. Kylen kommer sedan arbeta för att sänka temperaturen till börvärdet.

Ärvärde är inom reglertekniken det nuvarande värdet av den storhet som ska regleras. Om den önskade temperaturen (börvärdet) för ett rum är 20 grader och rummets nuvarande temperatur (ärvärdet) är 18 grader ska reglersystemet öka temperaturen 2 grader så att bör- och ärvärdet stämmer överens. 
Ärvärdet benämns t.ex. PV (från ProcessValue). 
Skillnaden mellan bör- och ärvärdet kallas för reglerfel. För att mäta ärvärdet används ett mätdon, ett annat namn för mätdon är givare. 